# Fotbollsåret 1896
Följande är fotbollsevenemangen under året 1896 i hela världen.

## Händelser
- 16 mars - England besegrar Wales med 9–1 i Cardiff.[1][2]

### Klubbar grundade 1896
- Basingstoke Town FC
- Bracknell Town FC
- CS Constantine
- Ciclista Lima
- Club Atlético Banfield
- Crawley Town FC
- FC Heilbronn
- FC Schaffhausen (juni)
- FC Winterthur
- FC Zürich (augusti)
- Leigh RMI FC
- Olympia Leipzig
- Skill FC de Bruxelles
- Udinese Calcio
- Viborg FF
- Willem II Tilburg (augusti)

### Klubbar upplösta 1896
- Royal Ordnance Factories FC

## Nationella mästare
- Argentina: Lomas Academy
- Belgien: RFC de Liège
- England: Aston Villa FC
- Frankrike: Club Français
- Irland: Lisburn Distillery FC
- Skottland: Celtic FC
- Sverige: Örgryte IS

## Internationella turneringar
- Brittiska mästerskapet i fotboll 1896 (29 februari - 4 april 1896)

 Skottland

## Födda
- 18 augusti - Harry Dénis, holländsk fotbollsspelare (d. 1971)
- 27 september - Jaap Bulder, holländsk fotbollsspelare (d. 1979)
- 22 november - George Reader, engelsk fotbollsdomare (d. 1978)

## Avlidna
- 29 november - Joe Powell, Arsenal FC:s kapten